# Уайт-Сити (Флорида)
Уайт-Сити (англ. White City) — статистически обособленная местность, расположенная в округе Сент-Луси (штат Флорида, США) с населением в 4221 человек по статистическим данным переписи 2000 года.

## География
По данным Бюро переписи населения США статистически обособленная местность Уайт-Сити имеет общую площадь в 18,39 квадратных километров, водных ресурсов в черте населённого пункта не имеется.
Статистически обособленная местность Уайт-Сити расположена на высоте 4 м над уровнем моря.

## Демография
По данным переписи населения 2000 года в Уайт-Сити проживало 4221 человек, 1150 семей, насчитывалось 1563 домашних хозяйств и 1662 жилых дома. Средняя плотность населения составляла около 229,53 человек на один квадратный километр. Расовый состав населённого пункта распределился следующим образом: 93,60 % белых, 2,32 % — чёрных или афроамериканцев, 0,28 % — коренных американцев, 0,95 % — азиатов, 0,07 % — выходцев с тихоокеанских островов, 1,63 % — представителей смешанных рас, 1,14 % — других народностей. Испаноговорящие составили 4,67 % от всех жителей статистически обособленной местности.
Из 1563 домашних хозяйств в 31,8 % воспитывали детей в возрасте до 18 лет, 58,6 % представляли собой совместно проживающие супружеские пары, в 10,2 % семей женщины проживали без мужей, 26,4 % не имели семей. 20,5 % от общего числа семей на момент перепии жили самостоятельно, при этом 7,7 % составили одинокие пожилые люди в возрасте 65 лет и старше. Средний размер домашнего хозяйства составил 2,65 человек, а средний размер семьи — 3,02 человек.
Население статистически обособленной местности по возрастному диапазону по данным переписи 2000 года распределилось следующим образом: 25,0 % — жители младше 18 лет, 7,5 % — между 18 и 24 годами, 28,5 % — от 25 до 44 лет, 26,7 % — от 45 до 64 лет и 12,4 % — в возрасте 65 лет и старше. Средний возраст жителей составил 39 лет. На каждые 100 женщин в Уайт-Сити приходилось 98,9 мужчин, при этом на каждые сто женщин 18 лет и старше приходилось 99,0 мужчин также старше 18 лет.
Средний доход на одно домашнее хозяйство статистически обособленной местности составил 42 165 долларов США, а средний доход на одну семью — 54 563 доллара. При этом мужчины имели средний доход в 31 136 долларов США в год против 25 495 долларов среднегодового дохода у женщин. Доход на душу населения статистически обособленной местности составил 42 165 долларов в год. 7,4 % от всего числа семей в населённом пункте и 11,1 % от всей численности населения находилось на момент переписи населения за чертой бедности, при этом 14,6 % из них были моложе 18 лет и 7,9 % — в возрасте 65 лет и старше.